# Флаг Тропарёва-Никулина
Флаг внутригородского муниципального образования Тропарёво-Нику́лино в Западном административном округе города Москвы Российской Федерации.
Флаг утверждён и внесён в Геральдический реестр города Москвы с присвоением регистрационного номера 3 марта 2004 года.

## Описание
«Флаг муниципального образования Тропарёво-Никулино представляет собой двустороннее, прямоугольное полотнище с соотношением сторон 2:3.
В центре голубого полотнища помещены изображения перекрещённых мечей с жёлтыми эфесами: белого восточного меча, обращённого в нижний, прилегающий к древку угол полотнища, и пламенеющего меча Архистратига Михаила. Над мечами помещено изображение белого православного креста, а под ними — изображение белого головного убора ордынской ханши. Габаритные размеры изображения составляют 2/3 длины и 7/8 ширины полотнища».

## Обоснование символики

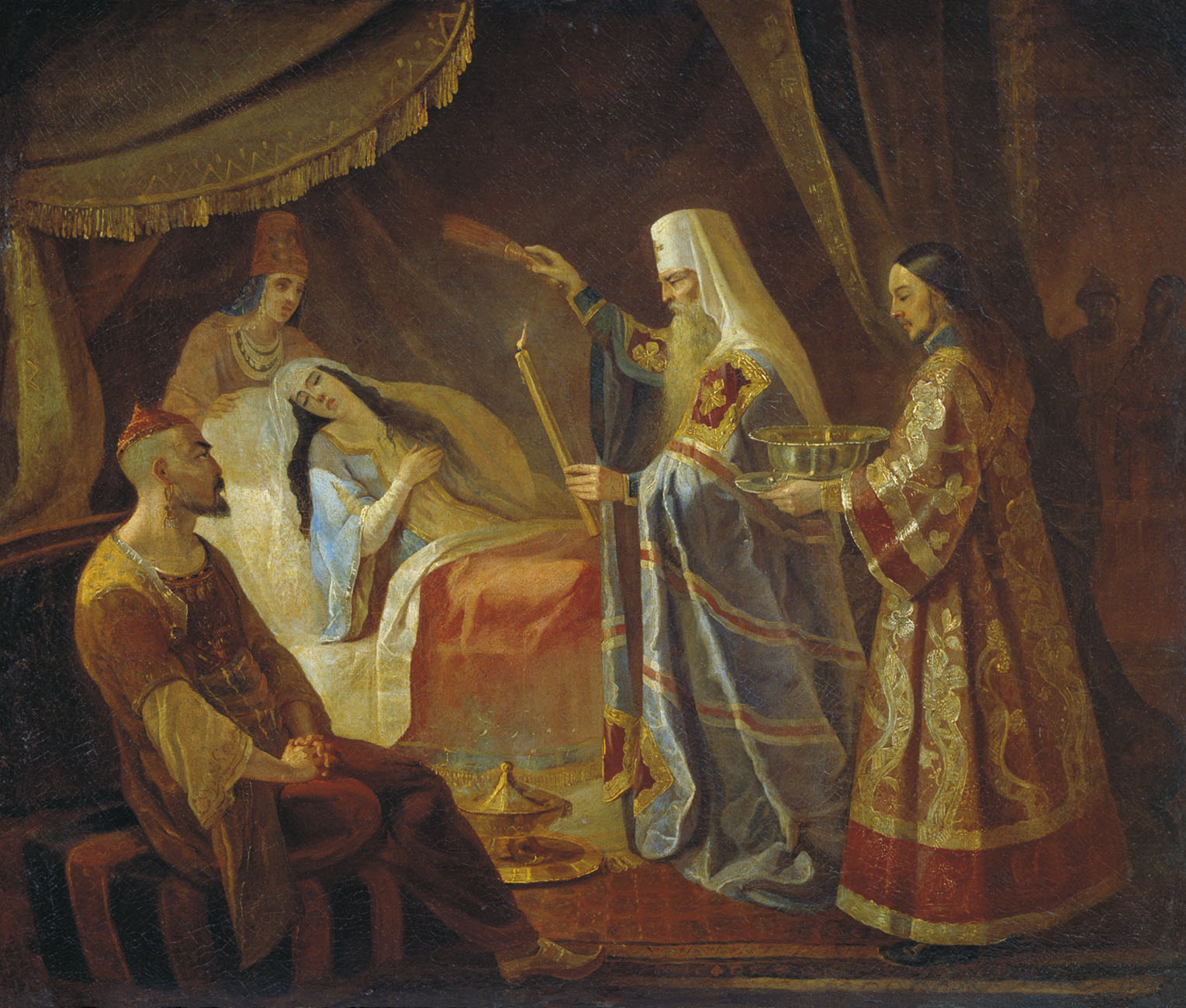
Капков Я. Ф. Святитель Алексий исцеляет ханшу Тайдулу.

На флаге отражены исторические события, произошедшие в XIV веке. Заболела жена золотоордынского хана Узбека Тайдула. По просьбе хана митрополит Алексий и православные священники возносили молитвы архистратигу Михаилу об исцелении ханши. Они молились в церкви, которая стояла на территории нынешнего Тропарёва-Никулина. Во время молитвы самовозгорелась свеча. Спустя некоторое время Алексий приехал в Золотую Орду. Там он продолжал молиться архистратигу Михаилу. И произошло чудо: ханша выздоровела.